# Chinatsu Kira
Chinatsu Kira (吉良 知夏, Kira Chinatsu), née le 5 juillet 1991, est une joueuse internationale de football japonaise.

## Biographie
Le 8 mai 2014, elle fait ses débuts avec l'équipe nationale japonaise contre l'équipe de Nouvelle-Zélande. Elle compte 12 sélections et 5 buts en équipe nationale du Japon.

## Statistiques
Le tableau ci-dessous présente les statistiques de Chinatsu Kira en équipe nationale
| Équipe du Japon | Équipe du Japon | Équipe du Japon |
| Année           | Matchs          | Buts            |
| --------------- | --------------- | --------------- |
| 2014            | 12              | 5               |
| Total           | 12              | 5               |

## Palmarès
- Vainqueur de la Coupe d'Asie 2014